# Alla barnen
Alla barnen, eller sjukisar, är en typ av sarkastiska vitsar som vanligtvis är skriva på rim. Den typen av vitsar spreds på skolgårdar i slutet av 1980-talet och början av 1990-talet. Vitsformen har sitt ursprung i södra Europa och spreds via Centraleuropa till Danmark, där de cirkulerade i början av 1990-talet och kom till Sverige under senhösten 1990.  De dök även upp i Norge vid samma tid.
Vitsarna är uppbyggda så att de inleds med "Alla barnen", som gör någonting, varefter det avslöjas att en person som nämns vid namn inte gör samma sak. Denna person gör, vill eller tycker antingen något helt annat eller blir utsatt för något genom de andras aktiviteter. Vitsen går oftast ut på att rimma till ett personnamn.
Vid behov kunde man byta ut Alla barnen mot Alla pojkarna och Alla flickorna. Genom att lägga till ytterligare en historia i vitsen kunde man få till en så kallad "långvits".
Många av dessa vitsar har ganska råa inslag, och för en del anses tjusningen med dessa vitsar vara att hitta på så råa vitsar som möjligt. Historierna ses av en del som ett sätt att uttrycka lättnad man känner över att ha överlevt i en värld av krig, våld, olyckor och farliga sjukdomar. Vitsarna kan också ses som ett uttryck för den typ av exkludering som ofta ingår i mobbning ute på skolgårdarna. Många vitsar berörde även sexualitet, vilket uttrycker barns och ungdomars tankar och åsikter om rådande sexualitetsnormer i samhället. Vitsarnas råhet väckte inledningsvis en del debatt om lämpligheten med mörk humor.
Den första norska samlingen presenterades i april 1991 och i maj samma år öppnade Aftonbladet i Sverige en spalt dit läsare kunde vidarebefordra sina rim.

## Exempel på vitsar
- Alla barnen tog fröken i handen utom Östen, han tog på brösten.[3]
- Alla barnen tog sig upp ur kvicksanden utom Ann, hon försvann.
- Alla barnen hann över motorvägen utom Peter, för honom fattades bara en meter. För Staffan var det värre ändå, för honom fattades det två. (långvits)[1]
- Alla barnen lekte med varandra utom Ubbe, han lekte med en gammal snubbe.[4]

## I populärkulturen

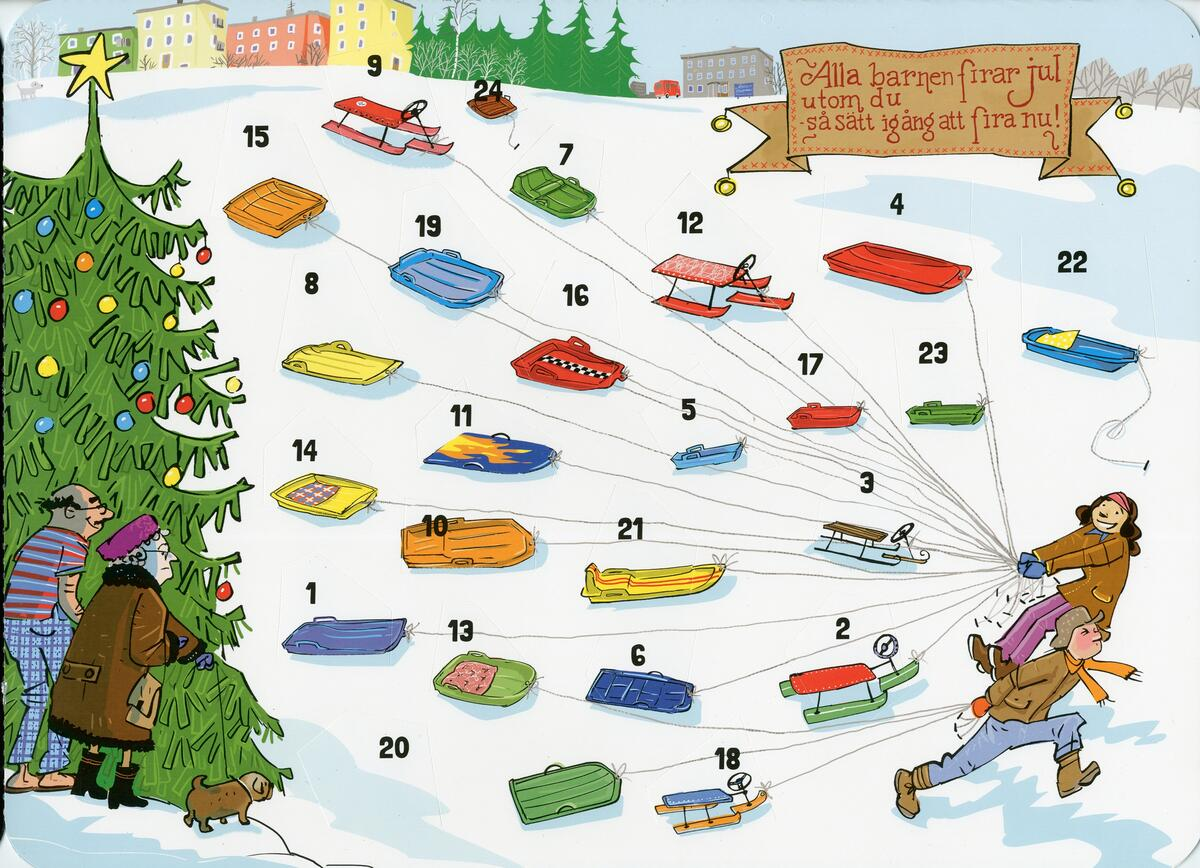
En julkalender av Johan Unenge som anspelar på "alla barnen"-rim men utan den sarkatiska avslutningen.

Under våren 1991 besökte Måns Gahrton och Johan Unenge en mellanstadieskola för att berätta om sin serie Agent Annorlunda och hur man gör serier. Från 1992 sammanställde de populära vitsar av typen "Alla barnen" i böcker, som även innehöll historiska avsnitt som handlade om vitsarnas uppkomst och hur fenomenet tolkades. Vitsarna skickades in av läsare. Dessa böcker brukade komma ut inför julhandeln, och många av vitsarna hade jultema.
1991 sammanställde folklivsforskaren och författaren Ulf Palmenfelt alla barnen-vitsar i "Olämpliga moderna barnrim".

## I politiken
Vid riksdagsvalet i Sverige 1991, då intresset för vitsarna stod på topp, hade socialdemokraterna en vits om Carl Bildt, som då ledde Moderata samlingspartiet, på sina valaffischer som gick: "Alla barnen delar lika utom Carl. Han är nyliberal."
Under en demonstration mot att ridning skulle momsbeläggas i Sverige, men inte traditionellt manliga sporter, stod det på ett plakat "alla barnen slipper moms, utom Frida, för hon vill rida" och på ett annat "alla barnen betalar skatt, utom Ville, för han är kille".

## Varianter
Man kan även korta ner vitsarna, på bekostnad av rimmet, men till förmån för en ordvits, till exempel
- Alla barnen kan simma utom Sten
- Alla barnen går på Lina
- Alla barnen utom Inga